# Stan Miasek
Stanley "Stan" Miasek (Nueva York, 8 de agosto de 1924 - Parkville, Maryland, 18 de octubre de 1989) fue un jugador de baloncesto estadounidense que jugó durante tres temporadas en la BAA y tres más ya con la nueva denominación de la NBA, además de participar varias temporadas en la NPBL. Con 1,96 metros de estatura, jugaba en la posición de ala-pívot.

## Trayectoria deportiva

### Profesional
En 1947 fichó por los Detroit Falcons de la recién creada BAA, donde se convirtió en la estrella del equipo, siendo el máximo anotador con 14,9 puntos por partido, el cuarto mejor anotador de la liga tras Joe Fulks, Bob Feerick y Ed Sadowski, pero también el jugador que más faltas personales cometió de toda la competición, con 208. Fue incluido en el Mejor quinteto de la BAA.
Al finalizar la temporada el equipo de los Falcons desapareció, fichando por los Chicago Stags. En su primera temporada en su nuevo equipo volvió a ser un jugador determinante, formando junto a Max Zaslofsky el eje del conjunto. Acabó la temporada con 14,9 puntos y 0,6 asistencias por partido, siendo elegido en el segundo mejor quinteto de la liga. Jugó dos temporadas más con los Stags, pero perdió protagonismo tras la llegada al equipo de Ed Mikan.
Tras no ser renovado, se marchó a jugar a la efímera liga NPBL, jugando media temporada en los St. Paul Lights y la otra media en los Louisville Alumnites, siendo elegido al finalizar prematuramente la misma en el mejor quinteto de la competición. En 1951 regresa a la NBA fichando por los Baltimore Bullets, donde vuelve a ser titular indiscutible, convirtiéndose en uno de los tres referentes del equipo, junto a Fred Scolari y Don Barksdale, acabando la temporada con 11,8 puntos y 9,7 rebotes por partido.
El año siguiente es traspasado, junto con Dave Minor a los Milwaukee Hawks, a cambio de Don Boven, George McLeod y Pete Darcey, donde jugaría su última temporada antes de retirarse.

## Estadísticas de su carrera en la NBA

### Temporada regular
| Año     | Equipo    | PJ  | MPP  | TC%  | TL%  | RPP | APP | PPP  |
| ------- | --------- | --- | ---- | ---- | ---- | --- | --- | ---- |
| 1946–47 | Detroit   | 60  | –    | .287 | .605 | –   | 1.6 | 14.9 |
| 1947–48 | Chicago   | 48  | –    | .303 | .613 | –   | .6  | 14.9 |
| 1948–49 | Chicago   | 58  | –    | .346 | .523 | –   | 1.0 | 7.8  |
| 1949–50 | Chicago   | 68  | –    | .381 | .661 | –   | 1.1 | 7.3  |
| 1951–52 | Baltimore | 66  | 32.9 | .365 | .707 | 9.7 | 2.1 | 11.8 |
| 1952–53 | Baltimore | 25  | 33.4 | .405 | .690 | 8.0 | 2.9 | 11.3 |
| 1952–53 | Milwaukee | 40  | 18.7 | .325 | .566 | 4.0 | 1.3 | 5.7  |
| Total   | Total     | 365 | 28.7 | .330 | .628 | 7.6 | 1.4 | 10.6 |

### Playoffs
| Año   | Equipo  | PJ | MPP | TC%  | TL%   | RPP | APP | PPP  |
| ----- | ------- | -- | --- | ---- | ----- | --- | --- | ---- |
| 1948  | Chicago | 5  | –   | .368 | .567  | –   | .6  | 14.6 |
| 1949  | Chicago | 2  | –   | .375 | .636  | –   | .5  | 9.5  |
| 1950  | Chicago | 1  | –   | .500 | 1.000 | –   | .0  | 5.0  |
| Total | Total   | 8  | –   | .375 | .595  | –   | .5  | 12.1 |